# سياسة التأشيرات في كندا

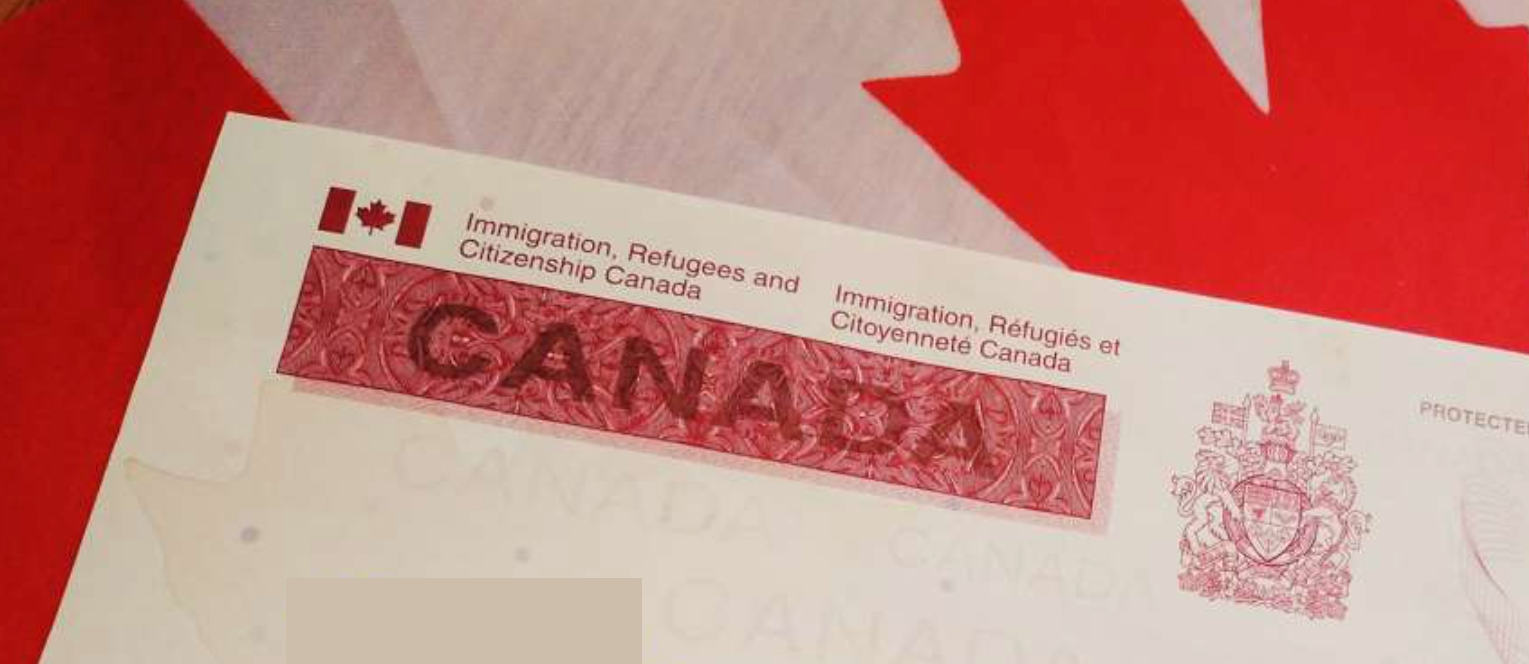
تصريح صادر عن حكومة كندا لصالح مُقيم مؤقت.

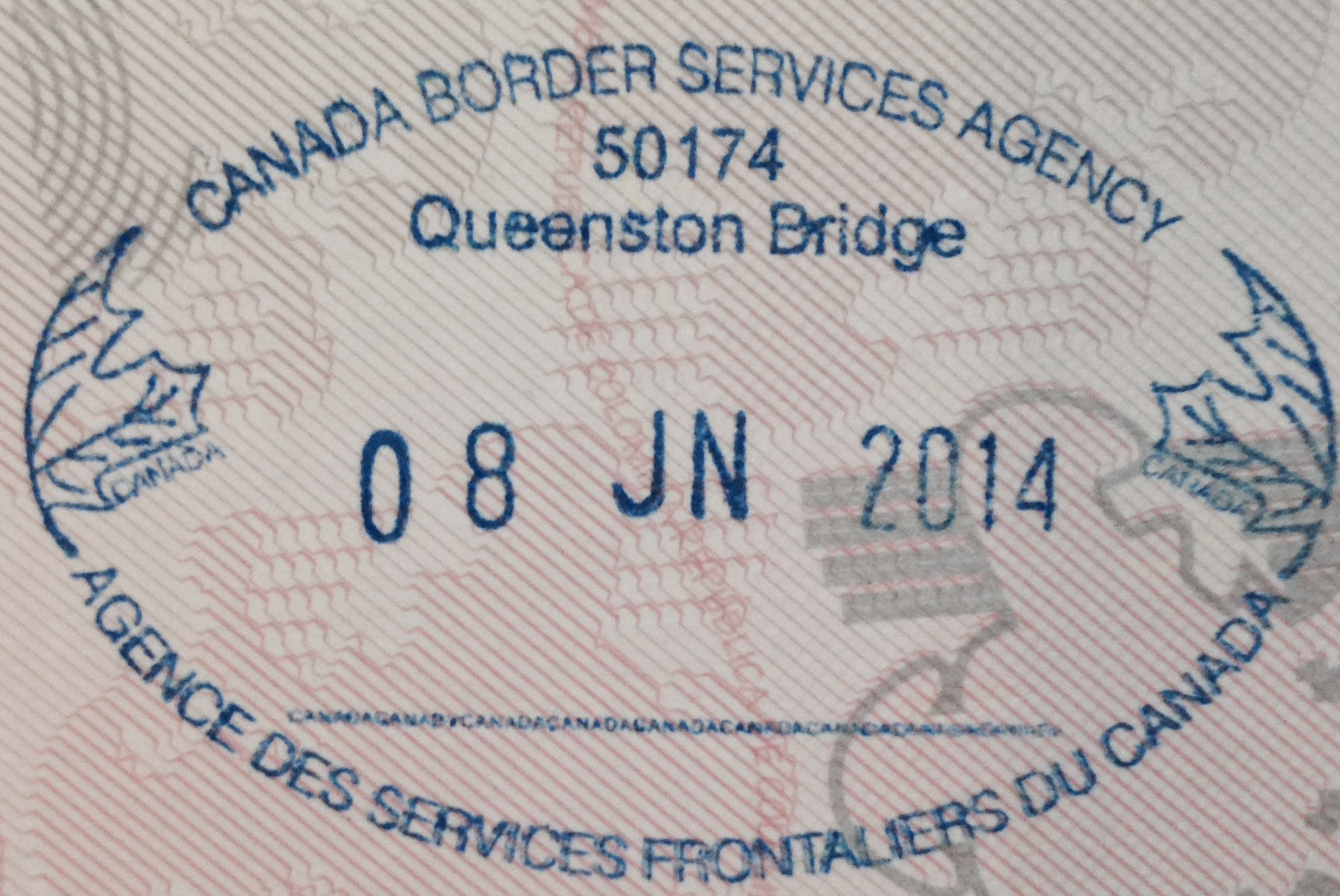
ختم جواز سفر دخول لكندا تم إصداره لمواطن كولومبي من قبل وكالة خدمات الحدود الكندية عند معبر لويستون-كوينستون الحدودي عام 2014.

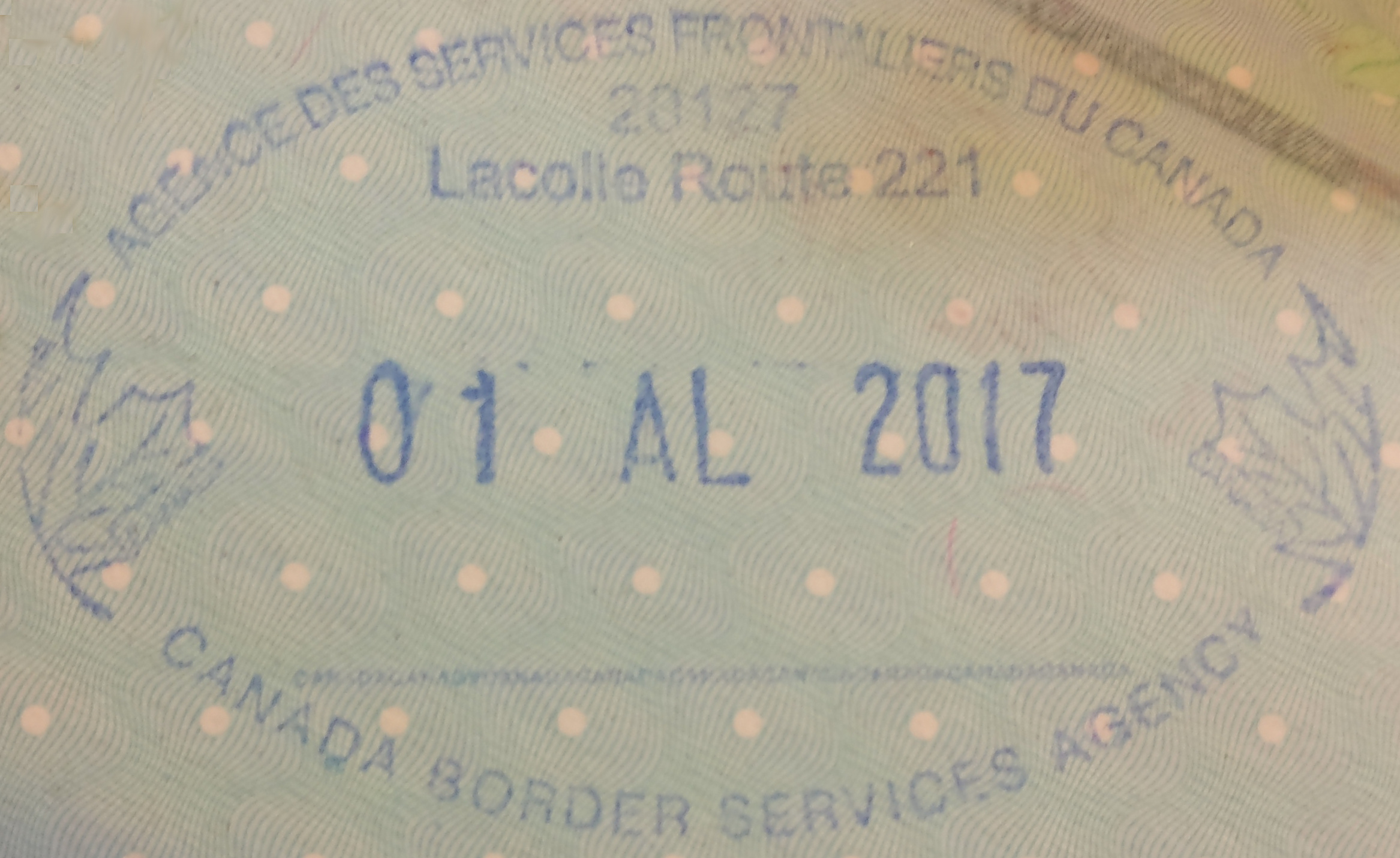
ختم جواز سفر دخول لكندا لمواطن من سلوفاكيا عند معبر أوفرتون كورنرز - لاكول 221 الحدودي في عام 2017 مع ملاحظة الكتابة باللغة الفرنسية.

تتطلب سياسة التأشيرات الكندية أن يحصل أي مواطن أجنبي يرغب في دخول كندا على تأشيرة إقامة مؤقتة من إحدى البعثات الدبلوماسية الكندية ما لم يكن يحمل جواز سفر صادراً عن إحدى الدول والأقاليم المؤهلة والمعفاة من التأشيرة، والبالغ عددها 54 دولة، أو تقديم ما يُثبت الإقامة الدائمة في الولايات المتحدة الأمريكية.
يُطلب من جميع المسافرين إلى كندا المعفيين من التأشيرة (باستثناء مواطني الولايات المتحدة والمقيمين الدائمين) الحصول على تصريح سفر إلكتروني (eTA) عند الوصول إلى كندا جواً منذ 10 نوفمبر 2016. وكان قد تمكَّن المسافرون من التقديم مبكراً اعتباراً من 1 أغسطس 2015.
يمكن تقديم طلبات تأشيرات الزيارة وتصاريح العمل وتصاريح الدراسة وأنواع معينة من الإقامة الدائمة عبر شبكة الإنترنت. ومع ذلك، يجب على هؤلاء المتقدمين تقديم القياسات الحيوية الخاصة بهم (أي الصورة وبصمات الأصابع) كجزء من عملية التقديم الخاصة بهم، اعتماداً على البلد الذي تم إصدار جواز السفر منه. وقد يلزم تقديم طلب التأشيرة في مركز طلب التأشيرة في البعثة الدبلوماسية الكندية.

## خريطة سياسات التأشيرة

كندا
التأشيرة غير مطلوبة؛ تصريح السفر الإلكتروني (eTA) غير مطلوب
التأشيرة غير مطلوبة؛ تصريح السفر الإلكتروني (eTA) مطلوب للسفر جواً، وغير مطلوب عن طريق البر أو البحر
التأشيرة غير مطلوبة بالنسبة لأولئك الذين يحملون تأشيرة كندية في السنوات العشر الماضية أو الذين يحملون تأشيرة صالحة للولايات المتحدة لغير المهاجرين، للسفر جواً فقط، ويلزم الحصول على تصريح إلكتروني للسفر (eTA)؛ التأشيرة المطلوبة عن طريق البر أو البحر
تأشيرة مطلوبة

## الإعفاء من التأشيرة
يمكن لحاملي جوازات السفر الصادرة عن 54 دولة وإقليماً حول العالم زيارة كندا بدون تأشيرة لمدة تصل إلى 6 أشهر. ويتعين عليهم الحصول على تصريح السفر الإلكتروني إذا وصلوا عن طريق الجو، باستثناء مواطني الولايات المتحدة ومواطني فرنسا المقيمين في سان بيير وميكلون الذين يصلون إلى كندا مباشرة من الإقليم، والذين يتم إعفاؤهم من متطلبات تصريح السفر الإلكتروني ويمنعون من التقدم بطلب للحصول على تصريح السفر الإلكتروني. يجب على مواطني بعض البلدان الوصول عبر الجو حصراً؛ في حالة عدم الحصول على تأشيرة كندية.
يكون الزائرون مؤهلين إذا كانوا يتمتعون بصحة جيدة، ويمكنهم إقناع موظف الهجرة بأن لديهم روابط (وظيفة أو منزل أو أصول مالية أو عائلة) ستعيدهم إلى وطنهم ولديهم ما يكفي من المال لإقامتهم. في بعض الحالات، قد يلزم إجراء فحص طبي أو الحصول على خطاب دعوة. يتمتع مسئولو الهجرة بسُلطة تقديرية لتحديد المدة التي يمكن للزوار دخولها إلى البلاد، ويُمكنهم فرض شروط إضافية على الزائر.
| - الدول الأعضاء في الاتحاد الأوروبي                                                      | | |
| - أندورا - أستراليا - البهاما - بربادوس - بروناي - تشيلي - هونغ كونغ - آيسلندا - إسرائيل | - اليابان - ليختنشتاين - المكسيك - موناكو - نيوزيلندا - النرويج - بابوا غينيا الجديدة - ساموا - سان مارينو | - سنغافورة - جزر سليمان - كوريا الجنوبية - سويسرا - تايوان - الإمارات العربية المتحدة - المملكة المتحدة - الولايات المتحدة - الفاتيكان |

| تاريخ تغييرات التأشيرة |
| --- |
| - غير معروف: أندورا، قبرص، ليختنشتاين، البرتغال، سويسرا، الفاتيكان - لا يحتاج مواطنو أستراليا وبربادوس وبريطانيا وأيرلندا ونيوزيلندا وبابوا غينيا الجديدة وساموا وسنغافورة وجزر سليمان والولايات المتحدة إلى تأشيرة للدخول إلى كندا. - فبراير 1949: تركيا (ألغيت عام 1987) - 1 يوليو 1949: السويد - 15 أكتوبر 1949: الدنمارك - 1 ديسمبر 1949: بلجيكا ولكسمبورغ - 1 يناير 1950: هولندا - 1 أبريل 1950: النرويج - 1 مايو 1950: فرنسا - 15 أبريل 1952: موناكو ? - 9 نوفمبر 1952: إيطاليا - 1 مايو 1953: ألمانيا ? - 1956: النمسا - 1 يناير 1959: فنلندا - 30 أكتوبر 1959: اليونان - 25 يناير 1960: إسبانيا - 1 نوفمبر 1962: آيسلندا - 15 نوفمبر 1962: سان مارينو - 20 سبتمبر 1964: اليابان - 9 مارس 1984: إسرائيل - 1 نوفمبر 1984: بروناي - 1 مايو 1994: كوريا الجنوبية - 1 أغسطس 1995: سلوفينيا - 1 يوليو 1997: هونغ كونغ - 27 سبتمبر 2006: إستونيا - 31 أكتوبر 2007 لاتفيا - 29 فبراير 2008: المجر (استؤنفت)، ليتوانيا، بولندا وسلوفاكيا - 28 مارس 2009: كرواتيا - 22 نوفمبر 2010: تايوان - 14 نوفمبر 2013: جمهورية التشيك (استؤنفت) - 22 نوفمبر 2014: تشيلي (استؤنفت) - 1 ديسمبر 2016: المكسيك (اسؤنفت) - 1 ديسمبر 2017: بلغاريا ورومانيا - 5 يونيو 2018: الإمارات العربية المتحدة الإلغاء: - تاريخ غير معروف: جنوب إفريقيا - 28 سبتمبر 1978: كوبا، الإكوادور، السلفادور، غانا وأوغندا - 1 ديسمبر 1978: إيران - 20 ديسمبر 1979: تشيلي ((استؤنفت في 1 فبراير 1995) - 25 سبتمبر 1980: هايتي - 15 أكتوبر 1981: الهند - 7 سبتمبر 1983: بنغلاديش وسريلانكا - 14 مارس 1984: غواتيمالا، غويانا، جامايكا وبيرو - 21 نوفمبر 1985: جمهورية الدومنيكان - 17 يوليو 1986: البرتغال (استؤنفت) - 7 يناير 1987: غمبيا، سيراليون، موريشيوس، تنزانيا وتركيا - 6 يوليو 1987: البرازيل - 18 سبتمبر 1987: بوليفيا وهندوراس - 4 ديسمبر 1987: فيجي - 7 سبتمبر 1988: بنما - 28 نوفمبر 1988: نيكارغوا - 11 ديسمبر 1988: ترينيداد وتوباغو - 6 أغسطس 1990: الأرجنتين وكينيا - 16 مايو 1991: تونغا - 4 مايو 1992: بليز، ليسوتو، مالاوي، بارغواي، سيشل، سورينام، أورغواي وزامبيا - 1 أغسطس 1995: فنزويلا - 5 يونيو 1996: تشيلي (استؤنفت في 2014) - 8 أكتوبر 1997: جمهورية التشيك (استؤنفت في 2013) - 5 ديسمبر 2001: دومينيكا، غرينادا، المجر (استؤنفت في 2008)، كريباتي، ناورو، توفالو، فانواتو، وزيمبابوي - 5 سبتمبر 2002: المملكة العربية السعودية - 24 سبتمبر 2002: ماليزيا - 11 مايو 2004: كوستاريكا - 13 يوليو 2009: المكسيك (استؤنفت في 2016) - 13 سبتمبر 2012: بتسوانا، إسواتيني، ناميبيا، سانت لوسيا وسانت فنسنت والغرينادين - 22 نوفمبر 2014: سانت كيتس ونيفيس - 27 يونيو 2017: أنتيغوا وبربودا |

الإقامة المسموح بها:
عند الدخول، يقوم موظفو خدمات الحدود الكندية (BSO) بختم جوازات السفر أو وثائق السفر، ويتم منح الزوار إقامة لمدة 6 أشهر من تاريخ الدخول. ومع ذلك، إذا تم كتابة تاريخ محدد على الختم، فيجب على الزائر مغادرة كندا قبل هذا التاريخ. ولمن يرغب في تمديد إقامته، يجب عليه في التقدم بطلب قبل 30 يوماً من انتهاء صلاحيته.
معايير الاشتمال:
لكي يتم إضافتها إلى قائمة الإعفاء من التأشيرة، يجب على الدولة استيفاء حوالي 40 شرطاً، مُقسمة إلى سبع فئات:
- الظروف الاجتماعية والاقتصادية
- قضايا الهجرة
- سلامة وثيقة السفر
- قضايا السلامة والأمن
- إدارة الحدود
- قضايا حقوق الإنسان
- الاعتبارات الثنائية

يتم اتخاذ القرار من خلال تحليل جميع المعايير في المراجعة الشاملة، بدلاً من قائمة المراجعة بحيث يكون هناك مستوى معين من المرونة.

### تصريح السفر الإلكتروني
في ديسمبر 2013، أعلنت الحكومة الكندية عن نيتها إدخال نظام يسمى تصريح السفر الإلكتروني (eTA)، على غرار النظام الإلكتروني الأمريكي لتصريح السفر (ESTA)، كجزء من خطة عمل لإنشاء نهج مشترك لفحص الأشخاص المعفيين من التأشيرة والرعايا الأجانب. وأعرب مفوض الخصوصية الكندي عن قلقه بشأن الخطة. وقد تمكَّن المسافرون من التقديم منذ بداية أغسطس 2015، ودخل المخطط حيز التنفيذ الكامل بدءاً 10 نوفمبر 2016.
يمكن للزوار تقديم طلباً عبر الموقع الإلكتروني لإدارة الهجرة واللاجئين والمواطنة الكندية (IRCC) ويطلب منهم دفع رسوم استرداد التكلفة البالغة 7 دولارات كندية. ويتعين على الزوار تقديم السيرة الذاتية وجواز السفر والمعلومات الأساسية التي تتضمن الجنسية الإضافية والأموال المتاحة ومعلومات التوظيف وتفاصيل الاتصال. يجب على المتقدمين كذلك الإجابة على الأسئلة المتعلقة بصحتهم وتاريخ الهجرة وأيّة إدانات قد تكون لديهم. على عكس طلب التأشيرة، هناك عدد أقل من الأسئلة بشكل عام ولا يوجد سؤال حول خطة السفر التفصيلية. بعد تقييم المخاطر لمقدم الطلب، يجب إصدار تصريح السفر الإلكتروني (eTA) صالح للدخول متعدد المرات إلى كندا على مدى فترة تصل إلى خمس سنوات أو حتى تاريخ انتهاء صلاحية جواز السفر، أيهما أقصر.

#### المواطنون المعفيون من التأشيرة
يعد تصريح السفر الإلكتروني إلزامياً لجميع المواطنين المعفيين من التأشيرة عند الوصول جواً (باستثناء مواطني الولايات المتحدة والمقيمين الدائمين ). ومع ذلك، فإن تصريح السفر الإلكتروني (eTA) ليس ضرورياً للدخول براً عبر أحد المعابر الحدودية البرية مع الولايات المتحدة أو الدخول عن طريق البحر. بعد الوصول إلى ميناء الدخول، يتم منح القبول إلى كندا وفقاً لتقدير وكالة خدمات الحدود الكندية.

#### تأشيرة بديلة
يمكن لمواطني البلدان التالية الذين حصلوا على تأشيرة كندية خلال السنوات العشر الماضية أو الذين يحملون تأشيرة صالحة لغير الهجرة إلى الولايات المتحدة؛ التقدم بطلب للحصول على تصريح السفر الإلكتروني (eTA)، بدلاً من التأشيرة، للسفر إلى كندا جواً فقط. ومع ذلك، لا يزال يتعين عليهم الحصول على تأشيرة كندية صالحة للسفر إلى كندا عن طريق البر أو البحر.
| - أنتيغوا وباربودا - الأرجنتين - البرازيل - كوستاريكا - المغرب | - بنما - الفلبين - سانت كيتس ونيفيس - سانت لوسيا - سانت فنسنت والغرينادين | - سيشل - تايلاند - ترينيداد وتوباغو - أوروغواي |

يحتاج معظم الأشخاص الذين يستخدمون وثيقة سفر اللاجئين التابعة للأمم المتحدة للسفر إلى كندا إلى الحصول على تأشيرة زيارة مسبقاً.

#### الإعفاء من الحصول على تصريح السفر الإلكتروني
يُمكن الإعفاء من الحصول على تصريح السفر الإلكتروني بشروط واضحة:
- يُعفى حاملو وثيقة سفر اللاجئين الكندية الصالحة من متطلبات التأشيرة وتصريح السفر الإلكتروني.[95]
- المواطنون الفرنسيون المقيمون في سان بيير وميكلون ويدخلون كندا مباشرة من الإقليم؛
- حاملي التأشيرات الكندية؛
- الزوار أو الطلاب أو العمال الذين لديهم تصريح دراسة أو عمل أو إقامة مؤقتة ساري المفعول والذين يزورون الولايات المتحدة فقط أو سان بيير وميكلون، بشرط عودتهم إلى كندا قبل انتهاء فترة إقامتهم المصرح بها؛
- الرعايا الأجانب الذين يمرون عبر مطار كندي بموجب برنامج العبور بدون تأشيرة أو بمبرنامج العبور الصيني.
- أعضاء الطاقم؛
- زيارة أفراد القوات المسلحة من دولة معينة؛
- حاملي القبول الدبلوماسي؛
- الأشخاص الذين يقومون بعمليات تفتيش لإجراءات تشغيل الطيران أو سلامة المقصورة لشركة طيران تجارية تقوم بتشغيل رحلات دولية ويحملون وثائق صالحة.

بالإضافة إلى ذلك، لا يحتاج الأشخاص الذين يسافرون على متن الرحلات الجوية المنطلقة من الولايات المتحدة أو السفر إليها مع التوقف في كندا للتزود بالوقود إلى تصريح إلكتروني للسفر (eTA)، وكذلك الأمر بالنسبة لأولئك الذين كانوا على متن رحلة قامت بهبوط اضطراري في كندا.
لا يحتاج الأشخاص التاليون إلى تصريح السفر الإلكتروني لدخول كندا عن طريق الجو، بل هم في الواقع ممنوعون من التقدم بطلب للحصول على تصريح السفر الإلكتروني:
- المقيمون الدائمون في كندا (بما في ذلك الأشخاص الذين لم يُنهوا رسمياً إقامتهم الدائمة).[96]
- المواطنون والمقيمون الدائمون في الولايات المتحدة.
- الحاصلون على البطاقة الخضراء بالولايات المتحدة.

#### المواطنون مزدوجو الجنسية والمقيمون الدائمون
يُمنع المواطنون الكنديون الذين يحملون أيضاً جنسية أو جنسية دولة معفاة من التأشيرة (باستثناء الولايات المتحدة) وليس لديهم جواز سفر كندي صالح من التقدم بطلب للحصول على تصريح السفر الإلكتروني، ويطلب منهم دخول كندا بجواز سفر كندي عند الوصول إلى كندا عن طريق الجو. ومع ذلك، يمكن لأولئك الذين لديهم رحلة إلى كندا خلال 10 أيام ويستوفون المتطلبات التقدم بطلب للحصول على تصريح خاص لمرة واحدة عبر الإنترنت، ويصلح لمدة أقصاها 4 أيام من تاريخ بدء سفر المتقدمين، والدخول مرة واحدة إلى كندا. وليكونوا مؤهلين، يجب أن يستوفوا واحدة من المتطلبات التالية:
- سبق أن حصل على جواز سفر كندي؛
- حصل على شهادة الجنسية الكندية؛ أو،
- منح الجنسية الكندية بعد أن كان مقيماً دائماً (أي مواطناً متجنساً).

لا ينطبق التفويض الخاص على المواطنين الكنديين الذين لا يستوفون المتطلبات، أو أولئك الذين يدخلون كندا عن طريق البر أو البحر. نظراً لأن حاملي جوازات السفر الأمريكية غير مطالبين بالتقدم بطلب للحصول على تصريح السفر الإلكتروني تحت أي ظرف من الظروف، فإن هذا الإجراء لا ينطبق عليهم أيضاً، ويمكنهم الاستمرار في السفر إلى كندا بجوازات سفرهم الأمريكية جواً؛ حتى لو لم يكن لديهم جواز سفر كندي.
يُمنع أيضاً المقيمون الدائمون في كندا من البلدان المعفاة من التأشيرة من التقدم بطلب للحصول على تصريح السفر الإلكتروني ويجب عليهم السفر باستخدام بطاقة الإقامة الدائمة الصالحة أو وثيقة سفر الإقامة الدائمة لمرة واحدة (PRTD) عند السفر إلى كندا جواً ما لم يكن لديهم جواز سفر أمريكي. لا يُسمح لأولئك الذين ليس لديهم بطاقات إقامة دائمة أو وثيقة سفر الإقامة الدائمة (PRTD) صالحة بالصعود على متن رحلة متجهة إلى كندا. وإذا لم يرغبوا بالحفاظ على وضع إقامتهم الدائمة، فيجب عليهم التخلي عنها أولاً حتى يكونوا مؤهلين للحصول على تصريح السفر الإلكتروني. وبدلاً من ذلك، يمكنهم دخول كندا عن طريق البر أو البحر.
يواجه المواطنون الكنديون -الذين يسافرون بدون جواز سفر كندي أو أمريكي- والمقيمين الدائمين بانتظام مشكلات في تسجيل الوصول للرحلات الجوية إلى كندا عبر الإنترنت، حيث لا تستطيع أنظمة شركات الطيران العثور على تأكيد تصريح السفر الإلكتروني (eTA). وبالتالي يضطر هؤلاء المسافرون إلى تسجيل الوصول في المطار. في بعض الحالات، يُمنع المسافرون من الصعود إلى الطائرة؛ بسبب التنفيذ غير الصحيح لإعفاءات تصريح السفر الإلكتروني (eTA) من قبل شركات الطيران.

## العبور (الترانزيت)
يحتاج المواطنون الأجانب الذين يحتاجون إلى العبور عبر كندا للوصول إلى وجهتهم النهائية ولم يُسمح لهم بعد بالسفر إلى كندا كزائرين (بتأشيرة أو تصريح سفر إلكتروني أو إعفاء) إلى تأشيرة عبور، ما لم يستوفوا أحد الشروط المذكورة أدناه.
تم الإعلان عن خطة في عام 2015 للسماح لجميع الركاب بالمرور دون تأشيرة عبر مطار فانكوفر الدولي.

### إعفاءات خاصة للمسافرين من وإلى الولايات المتحدة
يسمح برنامج العبور بدون تأشيرة (TWOV) وبرنامج العبور الصيني (CTP) لبعض المواطنين غير المعفيين من التأشيرة بالمرور عبر كندا في طريقهم من وإلى الولايات المتحدة بدون تأشيرة عبور كندية ودون التقدم بطلب للحصول على تصريح السفر الإلكتروني (eTA). ليكونوا المتقدمين مؤهلين، يجب عليهم استيفاء المعايير التالية:
- حاصل على تأشيرة الولايات المتحدة،
- السفر على متن شركة طيران معتمدة ( طيران كندا، وطيران كندا روج، وطيران الصين، وكاثي باسيفيك، وتشاينا إيسترن، وتشاينا ساوثرن، وخطوط هاينان الجوية ، والخطوط الجوية الفلبينية، وويست جيت، وخطوط زيامن الجوية، بالإضافة إلى رحلات طيران كندا إكسبريس التي تديرها شركة طيران جاز فقط؛ رحلات المشاركة بالرمز التي تديرها شركة طيران غير مدرجة في القائمة غير مؤهلة)،
- العبور عبر مطار كندي دولي مشارك:
  - مطار فانكوفر الدولي
  - مطار كالجاري الدولي
  - مطار وينيبيغ الدولي
  - المحطة رقم 1 في مطار تورونتو بيرسون الدولي
  - مطار مونتريال ترودو الدولي: للمشاركين في برنامج CTP فقط؛ عند السفر إلى الولايات المتحدة من أحد المطارات المسموح بها على متن أي رحلة طيران تابعة لشركة طيران كندا، وطيران كندا إكسبرس، وطيران كندا روج عبر مونتريال، أو السفر من الولايات المتحدة على أي رحلة طيران تابعة لشركة طيران كندا إكسبرس، وطيران كندا روج إلى مونتريال،
- مغادرة كندا خلال 24 ساعة.

بالإضافة إلى ذلك، يجب على الركاب البقاء في منطقة العبور الدولية المُعقَّمة عند الوصول من الولايات المتحدة، أو منطقة ما بعد التخليص المسبق عند الوصول من دولة ثالثة وتخليص إجراءات الهجرة والجمارك الأمريكية. ولا يسمح بمغادرة المنطقة المخصصة.
عند السفر إلى الولايات المتحدة، يجب على الراكب أن يحصل على تأشيرة دخول أمريكية صالحة وغير منتهية الصلاحية، من أجل تخليص إجراءات الهجرة والجمارك الأمريكية. ومع ذلك، تعتبر تأشيرة الولايات المتحدة منتهية الصلاحية مقبولة للعبور عند السفر من الولايات المتحدة إلى دولة ثالثة؛ إذا لم يتجاوز الراكب الفترة المسموح بها في الولايات المتحدة، ولم يكن خاضعاً لأمر الإزالة أو الترحيل.
مواطنو البلدان والأقاليم التالية مؤهلون للحصول على TWOV:
| - إندونيسيا - الفلبين | - تايوان1 - تايلاند |

1 - فقط لمن لا يحتوي جواز سفره على رقم تعريف شخصي.
بالنسبة لبرنامج العبور الصيني، يجب على الراكب أن يحمل جواز سفر صيني، ويغادر من أحد المطارات التالية كنقطة انطلاق أخيرة عند السفر إلى الولايات المتحدة: العاصمة بكين، تشنغدو، فوتشو، قوانغتشو، هاربين، شنغهاي-بودونغ، شنغهاي-هونغكياو وشنيانغ وشيامن في البر الرئيسي للصين، وكذلك هونج كونج ومانيلا وسيول-إنتشون وتايبيه-تاويوان وناغويا -تشوبو وأوساكا -كانساي وطوكيو -هانيدا وطوكيو -ناريتا خارج البر الرئيسي للصين. لا توجد قيود على نقطة الصعود أو النزول عندما يسافر الراكب من الولايات المتحدة إلى دولة ثالثة.

## أنواع المقيمين المؤقتين والتأشيرات الكندية

### أنواع المقيمين المؤقتين
بموجب تعريفات الحكومة الكندية، فإن المقيم المؤقت -على عكس المقيم الدائم- هو "مواطن أجنبي مُصرّح له قانوناً بدخول كندا لأغراض مؤقتة". ويخضع المقيمون المؤقتون لعدد من الشروط، مثل مدة الإقامة والقدرة على العمل أو الدراسة أثناء وجودهم في كندا.
هناك أربعة أنواع من المقيمين المؤقتين:
- الزائرين،
- الطلاب،[107]
- العمال الأجانب المؤقتين (TFWs)،
- حاملي تصريح الإقامة المؤقتة (TRP).

باستثناء الزوار الذين يمكنهم دخول كندا بإثبات الجنسية أو تصريح السفر الإلكتروني (eTA) أو تأشيرة إقامة مؤقتة اعتماداً على جنسيتهم، يجب على جميع المقيمين المؤقتين الآخرين الحصول على تصاريح صالحة أثناء وجودهم في كندا، والتي يجب تطبيقها قبل الوصول أو عند الوصول أو بعد الوصول. وقد يحتاجون أيضاً إلى تصريح السفر الإلكتروني (eTA) أو تأشيرة إقامة مؤقتة من أجل العودة إلى كندا.
يمكن للأشخاص الحاصلين على وضع الإقامة المؤقتة في كندا التقدم بطلب لتمديد إقامتهم عن طريق ملء الطلب قبل 30 يوماً -على الأقل- من انتهاء فترات إقامتهم المصرح بها.

#### تصريح الدراسة عند الوصول
يحق لحاملي جوازات السفر الصادرة عن جرينلاند والولايات المتحدة، والمقيمين الدائمين في الولايات المتحدة، والمواطنين الفرنسيين المقيمين في سان بيير وميكلون ومواطني البلدان المعفاة من التأشيرة التقدم بطلب للحصول على تصريح دراسة عند الوصول إذا كانوا يحملون وثائق كافية.

#### نافتا
يمكن لمواطني المكسيك والولايات المتحدة الذين يتم تغطية مهنهم بموجب اتفاقية التجارة الحرة لأمريكا الشمالية (NAFTA) التقدم بطلب للحصول على تصريح عمل عند الوصول.

#### العمل خلال العطلات
يوفر برنامج عطلات العمل في كندا الخبرة الدولية الكندية (IEC)، للمواطنين غير الكنديين فرصة العمل في كندا كعمال TFW بموجب تصريح عمل من IEC. وتنقسم IEC إلى ثلاثة مستويات:
- يعمل خلال العطلة،
- المحترفون الشباب،
- التدريب التعاوني الدولي.

اعتماداً على الاتفاقيات المبرمة مع الدول المعنية، قد يكون المواطنون غير الكنديين مؤهلين للمشاركة في جميع المستويات الثلاثة، أو مستوى واحد أو اثنين من المستويات الثلاثة. ليكونوا مؤهلين، يجب أن يكونوا مواطنين في البلدان التالية ضمن الحد العمري:
لا يزال بإمكان المواطنين غير تلك الدول المشاركة من خلال منظمة معترف بها.

### تأشيرات الإقامة المؤقتة
يحتاج مواطنو غالبية الدول إلى تأشيرة إقامة مؤقتة لدخول كندا. يجب عليهم التقديم إما عبر الإنترنت أو ورقياً في أحد مراكز تقديم طلبات التأشيرة (VACs).
قدمت كندا برنامجاً يُعرف باسم CAN+ لزوار بعض البلدان الذين زاروا كندا في السنوات العشر الماضية، أو الذين لديهم تأشيرة دخول صالحة للولايات المتحدة. عند التقديم من خلال CAN+، يحتاج مقدم الطلب فقط إلى تقديم إثبات سفره إلى الولايات المتحدة أو كندا، ويمكنه تقديم دليل أقل على الدعم المالي. البرنامج متاح فقط في مكاتب تأشيرات معينة أو لمواطني دول معينة.
يمكن لآباء وأجداد المواطنين الكنديين أو المقيمين الدائمين التقدم بطلب للحصول على تأشيرة الوالدين والأجداد الفائقة التي تسمح لهم بالبقاء لمدة تصل إلى عامين في كندا دون تجديد وضعهم. يمكن أيضاً لمواطني دولة معفاة من التأشيرة والمقيمين الدائمين في الولايات المتحدة التقدم للحصول على نفس الميزة، ولكن لن يتم منحهم مُلصق تأشيرة في جوازات سفرهم. وبدلاً من ذلك، يجب عليهم التقدم بطلب للحصول على تصريح السفر الإلكتروني (eTA)؛ بعد الموافقة على طلبهم من أجل السفر إلى كندا.

### القياسات الحيوية
قامت كندا بتوسيع متطلبات القياسات الحيوية (بصمات الأصابع والصورة) خلال عامي 2018 و2019. يجب على المتقدمين للحصول على تأشيرة زائر أو تصريح دراسة أو تصريح عمل أو إقامة دائمة بعد التواريخ ذات الصلة تقديم القياسات الحيوية الخاصة بهم في أحد مراكز التأشيرة؛ إذا كانوا خارج كندا والولايات المتحدة، في أحد مراكز دعم الطلبات (ASCs) التي يعمل بها خدمات المواطنة والهجرة الأمريكية (USCIS) إذا كان الفرد في الولايات المتحدة، أو في موقع خدمة كندا المعين إذا كان في كندا. بالنسبة للأشخاص المؤهلين للحصول على تصريح عمل أو تصريح دراسة عند الوصول أو طلب اللجوء، سيتم تجميع القياسات الحيوية في ميناء الدخول عند الوصول.
تم توسيع مجموعة القياسات الحيوية على ثلاث مراحل:
- منذ 31 يوليو 2018، يجب على المتقدمين الذين يحملون جنسية دول أوروبا والشرق الأوسط وإفريقيا تقديم القياسات الحيوية.
- في 31 ديسمبر 2018، تم توسيع هذا الشرط ليشمل مواطني دول آسيا وأوقيانوسيا وأمريكا الشمالية وأمريكا الجنوبية باستثناء الأشخاص الموجودين بالفعل داخل كندا.
- في 3 ديسمبر 2019، تم توسيع هذا الشرط ليشمل المواطنين الأجانب الموجودين داخل كندا.[126]

يتم جمع القياسات الحيوية مرة واحدة كل 10 سنوات وسيتم مشاركتها مع حكومات بلدان خمس أعين الأخرى. يجب على المتقدمين دفع رسوم كجزء من طلبهم.
يُعفى المواطنون الكنديون والأشخاص الذين مُنحوا الإقامة الدائمة (ما لم يفقدوا إقامتهم الدائمة رسمياً) من جمع القياسات الحيوية. الفئات التالية من الأشخاص معفاة أيضاً:
- المواطنون الأمريكيون والمواطنون (غير معفيين في حالة التقدم للحصول على الإقامة الدائمة)؛
- مواطنو الدول المعفاة من التأشيرة والمقيمين الدائمين الشرعيين في الولايات المتحدة الذين يزورون كندا مؤقتاً ويحملون تصريح سفر إلكتروني صالحاً؛
- الأشخاص الذين تقل أعمارهم عن 14 عاماً أو أكثر من 79 عاماً (لا يُستثنى من ذلك طالبو اللجوء الذين تزيد أعمارهم عن 79 عاماً)؛
- الدبلوماسيون والوزراء ورؤساء الدول؛
- الأشخاص المؤهلون الذين يمرون عبر كندا بموجب TWOV أو CTP ويحملون تأشيرة دخول إلى الولايات المتحدة.

لم يعد الأشخاص التاليون مطالبين بجمع قياساتهم الحيوية، بشرط أن تكون قياساتهم الحيوية قد تم تقديمها بالفعل كجزء من طلبهم:
- طالبو اللجوء الذين يتقدمون للحصول على تصريح عمل أو دراسة؛
- المتقدمون للحصول على الإقامة الدائمة الذين يتقدمون بطلب للحصول على أي شكل من أشكال الإقامة المؤقتة أثناء معالجة طلب إقامتهم الدائمة.

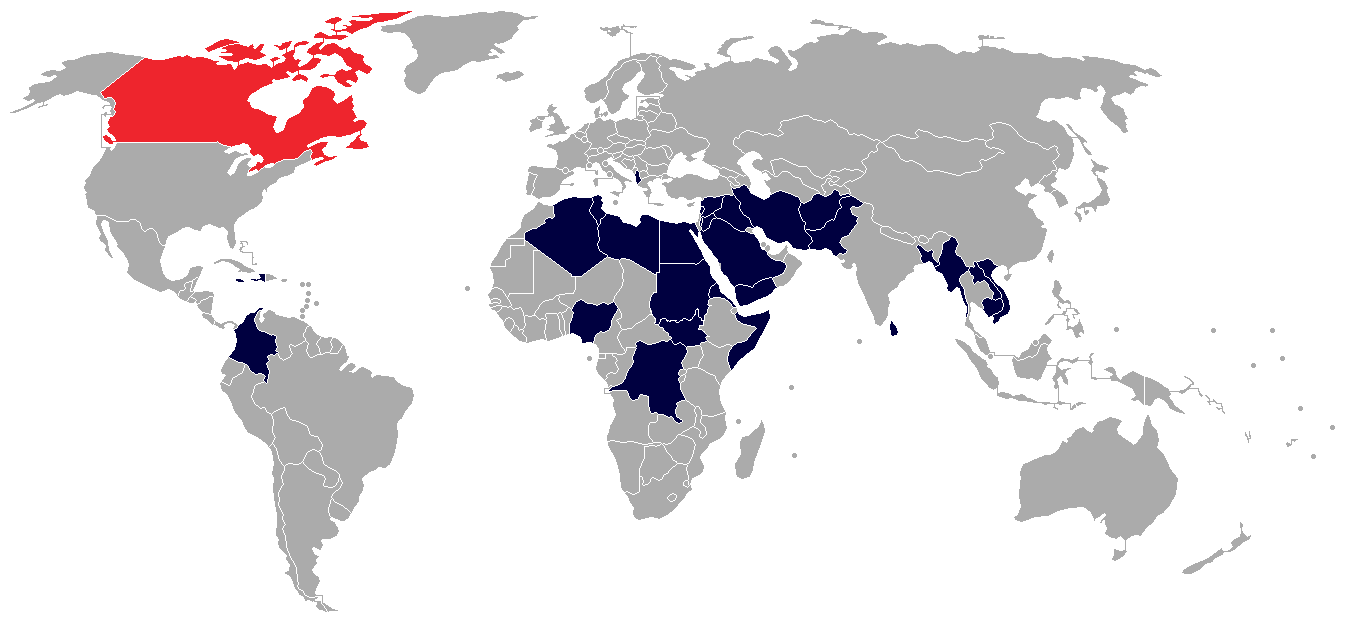
البلدان التي يتعين على مواطنيها الخضوع لمجموعة القياسات الحيوية الإلزامية للحصول على تأشيرة كندية قبل تاريخ التنفيذ في جميع أنحاء العالم.

قبل 31 يوليو 2018، كان على المتقدمين من البلدان الثلاثين التالية الاستمرار في تقديم القياسات الحيوية كجزء من المتطلبات التجريبية اعتباراً من عام 2013. وكان على أولئك الذين تقدموا للحصول على تأشيرة قبل 31 يوليو 2018 تقديم القياسات الحيوية الخاصة بهم في كل مرة يقدمون فيها طلباً. ومع ذلك، فإن أولئك الذين قدموا طلباً بعد هذا التاريخ؛ لن يحتاجوا بعد إلى إعطاء القياسات الحيوية إذا كانوا قد قدموها في الماضي، وستكون القياسات الحيوية الخاصة بهم صالحة لمدة 10 سنوات من آخر مرة قدموها لهم.
| - أفغانستان - ألبانيا - الجزائر - بنغلاديش - كمبوديا - كولومبيا - جمهورية الكونغو الديمقراطية - مصر - إريتريا - هايتي | - إيران - العراق - جامايكا - الأردن - لاوس - لبنان - ليبيا - ميانمار - نيجيريا - باكستان | - فلسطين - المملكة العربية السعودية - الصومال - جنوب السودان - سريلانكا - السودان - سوريا - تونس - فيتنام - اليمن |

## إحصائيات
عدد التأشيرات السياحية الصادرة:
| سنة  | عدد التأشيرات |
| ---- | ------------- |
| 2012 | 663,911       |
| 2013 | 685,923       |
| 2014 | 834,362       |
| 2015 | 919,761       |
| 2016 | 1,028,834     |

تم إصدار معظم تأشيرات الزيارة في عام 2016 لمواطني البلدان التالية:
| التطبيق من | التأشيرات الصادرة |
| ---------- | ----------------- |
| الصين      | 350,940           |
| الهند      | 148,193           |
| المكسيك    | 74,767            |
| البرازيل   | 61,571            |
| الفلبين    | 34889             |
| إيران      | 16,752            |
| باكستان    | 15,638            |
| نيجيريا    | 15,529            |
| فيتنام     | 15,013            |
| إندونيسيا  | 14,555            |

إحصائيات الوصول
معظم الزوار الذين وصلوا إلى كندا كانوا من بلدان الجنسية التالية:
| البلد / الإقليم  | 2017       | 2016       | 2015       | 2014         | 2013         |
| ---------------- | ---------- | ---------- | ---------- | ------------ | ------------ |
| الولايات المتحدة | 24,335,415 | 23,895,385 | 22,057,860 | ▼ 20,345,412 | ▼ 20,435,329 |
| المملكة المتحدة  | ▼ 819,530  | 850,841    | 733,280    | 695,787      | ▼ 663,219    |
| الصين            | 694,543    | 624,865    | 511,234    | 471,823      | 365,314      |
| فرنسا            | 576,239    | 552,109    | 507,627    | 490,185      | 465,548      |
| ألمانيا          | 399,578    | 381,837    | 343,716    | 341,416      | 322,419      |
| أستراليا         | 392,364    | 352,345    | 307,123    | 300,844      | 279,936      |
| المكسيك          | 366,639    | 252,218    | 204,756    | 180,052      | 156,856      |
| اليابان          | ▼ 320,309  | 322,220    | 294,934    | 277,305      | ▼ 238,474    |
| كوريا الجنوبية   | 293,666    | 254,759    | 204,741    | 183,770      | 158,523      |
| الهند            | 261,801    | 225,121    | 200,094    | 185,888      | 154,409      |
| هونغ كونغ        | ▼ 149,321  | 158,475    | 152,624    | 141,852      | 133,453      |
| إيطاليا          | 142,870    | 138,114    | 128,422    | 125,935      | ▼ 100,795    |
| البرازيل         | 140,353    | 115,004    | 113,242    | 100,947      | — 94,555     |
| هولندا           | 139,554    | 136,784    | 120,504    | 106,585      | ▼ 100,233    |
| سويسرا           | ▼ 128,563  | 131,901    | 118,202    | 116,358      | ▼ 110,303    |
| تايوان           | 103,642    | 102,629    | 76,124     | 72,436       | 64,036       |
| إسبانيا          | 99,708     | 90,749     | 76,212     | 68,716       | ▼ 56,657     |
| إسرائيل          | 78,340     | 75,638     | 71,361     | 66,529       | ▼ 62,806     |
| بلجيكا           | 74,047     | 70,704     | 60,479     | 55,715       | ▼ 52,457     |
| الفلبين          | 72,276     | 70,644     | ▼ 65,409   | 75,746       | 67,401       |
| نيوزيلندا        | 64,154     | 62,118     | 56,622     | 53,186       | 50,809       |
| السويد           | 51,330     | 51,173     | ▼ 43,762   | 43,854       | 40,679       |
| الدنمارك         | 47,918     | 47,155     | 41,612     | 40,652       | ▼ 36,597     |
| سنغافورة         | 37,981     | 37,702     | ▼ 35,370   | 36,511       | 35,689       |
| جامايكا          | ▼ 32,866   | 32,915     | 30,340     | 29,553       | 27,805       |
| البرتغال         | 29,726     | 24,160     | ▼ 23,579   | 24,787       | 23,750       |
| ترينيداد وتوباغو | 27,022     | 25,229     | 23,737     | ▼ 22,917     | 24,809       |
| ماليزيا          | 14,448     | 14,233     | ▼ 13,450   | 13,543       | ▼ 12,681     |
| اليونان          | 14,188     | 13,984     | 13,834     | ▼ 12,693     | ▼ 12,783     |
| الإجمالي         | 30,997,320 | 30,142,291 | 27,554,943 | 25,558,014   | ▼ 25,167,015 |

## تغييرات في سياسات التأشيرة
لقد مرت سياسة التأشيرة الكندية بعدد من التغييرات في السنوات الأخيرة. في عام 1984، كان بإمكان مواطني 76 دولة السفر إلى كندا بدون تأشيرة. وقد انخفض عدد البلدان الآن إلى 54.
في 5 سبتمبر 2002، أعيد فرض قيود لتقديم التأشيرة إلى المواطنين السعوديين المسافرين إلى كندا لأن "المملكة العربية السعودية لم تظهر الإرادة اللازمة ولا تمتلك البنية التحتية لمنع الإرهابيين أو المجرمين أو غيرهم من الأشخاص غير المقبولين من استخدام جوازات سفرها".
في 24 سبتمبر 2002، أعيد فرض قيود اصدار التأشيرة على المواطنين الماليزيين المسافرين إلى كندا لأن "جواز السفر الماليزي ونظام إصدار جواز السفر معرضان لإساءة الاستخدام".
في 11 مايو 2004، أعيد فرض قيود لاصدار التأشيرة على مواطني كوستاريكا المسافرين إلى كندا لأن "عدد مواطني كوستاريكا الذين يسافرون إلى كندا للمطالبة بالحماية كلاجئين أو للدخول إلى الولايات المتحدة بشكل غير قانوني، باستخدام كندا كنقطة عبور، لا يزال في ازدياد" وأيضاً لأن هناك "تزايداً في حالات إساءة استخدام الوثائق الكوستاريكية من قبل مواطني البلدان المجاورة"، مما يُشكك في صحتها بالنسبة للسلطات الكندية.
في 26 مارس 2009، تم رفع متطلبات التأشيرة للمواطنين الكرواتيين المسافرين إلى كندا لأن "معدلات انتهاك الهجرة ورفض طلبات التأشيرة للمواطنين الكرواتيين قد انخفضت بشكل مطرد على مدى السنوات الخمس الماضية، في حين ظل عدد طلبات اللجوء وعمليات الترحيل منخفضة".
في 13 يوليو 2009، أعيد فرض قيود التأشيرة على المواطنين المكسيكيين المسافرين إلى كندا بسبب ثلاثة عوامل رئيسية: زيادة عدد طلبات اللجوء للمواطنين المكسيكيين بشكل كبير من أقل من 3500 عام 2005 إلى ما يقرب من 9500 عام 2008، ومعدل انتهاك الهجرة بشكل مطرد. وتزايدت المخاطر على مدى السنوات الثلاث الماضية والمخاطر المتعلقة بوثائق السفر والجريمة المنظمة والفساد.
يتمتع المواطنون الكنديون بالدخول إلى منطقة شنغن دون تأشيرة، والتي تشمل جمهورية التشيك. عندما انضمت جمهورية التشيك إلى الاتحاد الأوروبي مع تسع دول أخرى في عام 2004، بدأ الاتحاد الأوروبي حواراً مع حكومة كندا لرفع متطلبات التأشيرة للمواطنين من هذه الدول لتحقيق تبادل التأشيرة بين جميع دول منطقة شنغن وكندا. كانت النتيجة رفع متطلبات التأشيرة لمواطني التشيك في أكتوبر 2007. ومع ذلك، في 16 يوليو 2009، أعادت كندا فرض متطلبات التأشيرة على المواطنين التشيكيين لأن نسبة البقاء زادت بشكل كبير بسبب تقديم الكثير من الغجر لطلبات اللجوء. حث الاتحاد الأوروبي كندا على "إنهاء هذه الحالة المؤسفة بأسرع وقت ممكن."" في أكتوبر 2013، بعد إصلاح مثير للجدل لنظام تحديد مصير اللاجئين الذي أدى بشكل كبير إلى تقليل عدد الطلبات الكاذبة للجوء، رفعت كندا متطلبات التأشيرة لمواطني التشيك فوراً في 14 نوفمبر 2013.
بدءاً من 22 نوفمبر 2010، تمكن حاملو جواز السفر التايواني العادي الذي يحمل رقم تعريف شخصي من دخول كندا بدون تأشيرة، لأن "معدلات رفض تأشيرة الهجرة وعدد انتهاكات الهجرة والترحيل وطلبات اللجوء من قبل حاملي جوازات السفر التايوانية منخفضة".
في 13 سبتمبر 2012، تمت إزالة بوتسوانا وناميبيا وسانت لوسيا وسانت فنسنت والغرينادين وسوازيلاند من قائمة الدول المعفاة. ونتيجة لذلك، كان يتعين على مواطني هذه البلدان الخمسة الحصول على تأشيرات مسبقة للسفر إلى كندا أو العبور عبرها. تمت إزالة بوتسوانا وناميبيا وسوازيلاند في المقام الأول بسبب المخاوف المتعلقة بالاتجار بالبشر (خاصة القصر) واستخدام وثائق مزورة. كما أن ناميبيا لديها أعلى معدل لانتهاكات الهجرة، حيث ارتكب 81% من مواطنيها في كندا انتهاكات للهجرة، وقدم 71% من المسافرين الناميبيين طلبات اللجوء في عام 2011 في كندا. وتمت إزالة سانت لوسيا وسانت فنسنت وجزر الغرينادين بشكل رئيسي بسبب عدم موثوقية وثائق السفر، وخاصة لأن "المجرمين من هذه البلدان يمكنهم تغيير أسمائهم بشكل قانوني والحصول على جوازات سفر جديدة". وفي بعض الحالات، عاد مواطنو هذين البلدين "الذين تم ترحيلهم من كندا بسبب مخاطر أمنية، لاحقًا باستخدام جوازات سفر مختلفة". بالإضافة إلى ذلك، كان الدافع وراء إزالة سانت لوسيا وسانت فنسنت والغرينادين هو "العدد الكبير غير المقبول لطلبات اللجوء من سانت لوسيا وسانت فنسنت والغرينادين، مع حوالي 1.5% و3% من سكان هذه البلدان". تقديم طلبات اللجوء في كندا على مدى السنوات الخمس الماضية".
في 12 مايو 2014، أعلنت مصادر الحكومة الكندية عن إمكانية إلغاء متطلبات التأشيرة للمواطنين التشيليين، بعد مشاركتها باعتبارها العضو الثامن والثلاثين في برنامج الإعفاء من التأشيرة. تم أخيراً رفع متطلبات التأشيرة في 22 نوفمبر 2014.
في أكتوبر 2014، أفيد أن الاتفاقية الاقتصادية والتجارية الشاملة مع الاتحاد الأوروبي قد لا تصدق عليها بلغاريا ورومانيا ما لم يتم رفع شرط التأشيرة لمواطنيهما من قبل كندا. بموجب التشريع الكندي، لكي تتم إضافة دولة إلى قائمة الإعفاء من التأشيرة، يجب أن يكون هناك أقل من 3% من انتهاكات الهجرة ومعدل رفض التأشيرة أقل من 3% على مدى 3 سنوات. بالنسبة للبلغاريين، بلغ معدل انتهاك الهجرة 4.4% في عام 2013، وكان متوسط معدل رفض التأشيرة لمدة 3 سنوات 15.76%. أما بالنسبة للرومانيين، بلغ معدل انتهاك الهجرة 2.7% في عام 2013، وكان متوسط معدل رفض التأشيرة لمدة 3 سنوات 15%. وعلى الرغم من أن العتبات ليست مطلقة، فقد أخطرت السلطات الكندية الاتحاد الأوروبي بأن المناورة السياسية غير ممكنة عندما يكون الفارق بين العتبة والمعدلات كبيرا للغاية.
اعتباراً من 22 نوفمبر 2014، يحتاج حاملي جوازات سفر سانت كيتس ونيفيس إلى تأشيرة لدخول كندا؛ بسبب مخاوف الأمن القومي المتعلقة ببرنامج الجنسية عن طريق الاستثمار في البلاد.
في ديسمبر 2014، أعلن وزير الخارجية الكندي جون بيرد عن تغييرات في التشريعات التي من شأنها أن تسمح بنظام الإعفاء من التأشيرة لجميع مواطني الاتحاد الأوروبي.
في أبريل 2015، أعلن رئيس وزراء كندا السابق، ستيفن هاربر، أن المواطنين البرازيليين والبلغاريين والمكسيكيين والرومانيين الذين زاروا كندا مؤخرًا أو الذين لديهم تأشيرة صالحة للولايات المتحدة لغير المهاجرين سيكونون قادرين على زيارة كندا بدون تأشيرة، ولكن مع تفويض إلكتروني من عام 2016.
التزم رئيس وزراء كندا الحالي، جاستن ترودو، بإلغاء متطلبات التأشيرة للمكسيكيين الذين يزورون كندا. في 28 يونيو 2016، أعلن ترودو أنه سيتم رفع متطلبات التأشيرة للمواطنين المكسيكيين في 1 ديسمبر 2016، على الرغم من أن العديد من المسئولين الحكوميين انتقدوا الخطة ونصحوا بعدم تنفيذها. وتشمل المخاطر التي تم تحديدها ضعف ضوابط جوازات السفر في المكسيك، والارتفاع المحتمل في طلبات اللجوء المزيفة، وزيادة الاتجار بالبشر، والمخدرات غير القانونية، وتورط بعض المسافرين في الجريمة المنظمة. بالإضافة إلى ذلك، من المحتمل أن تقوم الولايات المتحدة بتشديد الضوابط الحدودية، مما قد يؤدي إلى إبطاء التجارة عبر الحدود بين البلدين والإضرار بالاقتصاد الكندي. وانتقدت أحزاب المعارضة أن هذه الخطوة كانت "مقايضة سياسية بالكامل"؛ مقابل قيام الحكومة المكسيكية برفع الحظر المفروض على لحوم البقر الكندية منذ عام 2003.
في 31 أكتوبر 2016، أعلنت الحكومة الكندية أن كندا تعتزم رفع متطلبات التأشيرة للمواطنين الرومانيين والبلغاريين في 1 ديسمبر 2017.
وفقاً لـ سي بي سي نيوز، أكدت المصادر أنه بعد انتخاب دونالد ترامب لرئاسة الولايات المتحدة في 8 نوفمبر 2016، عُقدت اجتماعات رفيعة المستوى بين المسؤولين في IRCC والإدارات الأخرى من أجل الاستعداد للزيادة المحتملة في طالبي اللجوء ومن تجاوزوا مدة الإقامة من الولايات المتحدة. المكسيك، على الرغم من أن متطلبات التأشيرة سيتم إسقاطها في 1 ديسمبر كما هو مخطط له. صرح بعض المسئولين أن كندا ستعيد تقديم متطلبات التأشيرة إذا كان عدد طالبي اللجوء مرتفعاً جداً.
في 24 نوفمبر 2016، أعلنت الحكومة الكندية أنه اعتباراً من 25 نوفمبر 2016، يمكن للمواطنين المكسيكيين التقدم بطلب للحصول على تصريح السفر الإلكتروني عبر الإنترنت. ومع ذلك، سيظل المكسيكيون الذين يدخلون كندا قبل 1 ديسمبر بحاجة إلى تأشيرة. وفي نفس اليوم، لم يعد بإمكان المواطنين المكسيكيين التقدم بطلب للحصول على تأشيرة عبر الإنترنت وكان عليهم التقديم ورقيًا من خلال مركز طلبات التأشيرة. تم رفع شرط التأشيرة في 1 ديسمبر كما هو مخطط له وتوقف إصدار التأشيرات للمواطنين المكسيكيين، على الرغم من أن هيئة الإحصاء الكندية تتوقع أن التكلفة الصافية لرفع شرط التأشيرة تزيد عن 262 مليون دولار كندي في العقد المقبل، والذي يتضمن موارد إضافية لإنفاذ قوانين الهجرة. والتكاليف الإضافية لمعالجة طلبات اللجوء.
اعتباراً من 1 مايو 2017، يمكن للمواطنين البرازيليين والبلغاريين والرومانيين الذين حصلوا على تأشيرة كندية في السنوات العشر الماضية أو الذين يحملون تأشيرة صالحة للولايات المتحدة لغير المهاجرين السفر إلى كندا أو المرور عبرها بدون تأشيرة كندية.
اعتباراً من 27 يونيو 2017، يحتاج حاملو جوازات سفر أنتيغوا وبربودا إلى تأشيرة لدخول كندا بسبب المخاوف المتعلقة بسلامة وثائق السفر الخاصة بأنتيغوا وبربودا.
في 1 ديسمبر 2017، تم رفع متطلبات التأشيرة للمواطنين البلغاريين والرومانيين المسافرين إلى كندا.
في 5 يونيو 2018، تم رفع متطلبات التأشيرة للمواطنين الإماراتيين المسافرين إلى كندا.
في 5 يونيو 2018، أعلنت الحكومة الكندية أنه بسبب "الزيادة الكبيرة في طلبات اللجوء والسفر غير الحقيقي من رومانيا، مع وجود عدد مقلق من المسافرين الذين يستخدمون جوازات السفر المؤقتة وغيرها من جوازات السفر غير الإلكترونية"، فرضت كندا على الفور قيوداً على التأشيرة على المواطنين الرومانيين الذين لا يحملون جوازات سفر بيومترية والذين لم يحصلوا على تصريح السفر الإلكتروني قبل 1 ديسمبر 2017. وسيتم إلغاء طلبات السفر الإلكترونية لهؤلاء الأشخاص، إذا تم إصدارها في 1 ديسمبر 2017 أو بعده، ويجب عليهم التقدم للحصول على تأشيرة في أقرب مراكز طلبات التأشيرة الكندية (VACs) أو، إذا كانوا يحملون تأكيد الحجز للرحلات المحجوزة قبل تاريخ 5 يونيو 2018 والمغادرة قبل ذلك. أو منذ 18 يونيو 2018 التقدم شخصياً في السفارة الكندية في بوخارست أو لندن أو روما أو فيينا لمعالجة التأشيرة في نفس اليوم. والأشخاص الذين تم إصدار تصريح السفر الإلكتروني الخاص بهم قبل 1 ديسمبر 2017 أو أولئك الذين يحملون جوازات السفر البيومترية الرومانية لا يتأثرون بهذا التقييد.
في 6 يونيو 2023، مواطنو أنتيغوا وبربودا والأرجنتين وكوستاريكا والمغرب وبنما والفلبين وسانت كيتس ونيفيس وسانت لوسيا وسانت فنسنت والغرينادين وسيشيل وتايلاند وترينيداد وتوباغو وأوروغواي الذين لديهم تأشيرة كندية. الحصول على تأشيرة في السنوات العشر الماضية أو الذين كانوا يحملون تأشيرة صالحة لغير المهاجرين للولايات المتحدة أصبحوا مؤهلين للتقدم بطلب للحصول على تصريح السفر الإلكتروني (eTA) بدلاً من الحصول على تأشيرة للسفر إلى كندا جواً.

## وثائق السفر غير المعترف بها
لا تقبل الحكومة الكندية أي جواز سفر صادر عن الصومال، أو جوازات السفر غير المقروءة آلياً الصادرة عن جمهورية التشيك، أو جوازات السفر المؤقتة الصادرة عن جنوب إفريقيا، أو جوازات السفر المؤقتة الصادرة عن فنزويلا.
يتم استبعاد حاملي جوازات السفر الصومالية بحكم الأمر الواقع من كندا، حيث لا توجد سُلطة في مُعرتف بها في الصومال من قبل الحكومة الكندية باعتبارها سُلطة مُختصة بإصدار جوازات السفر نيابة عن حكومة الصومال، وبالتالي لن تؤيد سلطات الهجرة الكندية التأشيرات في جوازات السفر الصومالية. ولكن يجوز للمواطنين الصوماليين السفر إلى كندا باستخدام جواز سفر دولة أخرى.